# Brzyszów (gromada)
Brzyszów – dawna gromada, czyli najmniejsza jednostka podziału terytorialnego Polskiej Rzeczypospolitej Ludowej w latach 1954–1972.
Gromady, z gromadzkimi radami narodowymi (GRN) jako organami władzy najniższego stopnia na wsi, funkcjonowały od reformy reorganizującej administrację wiejską przeprowadzonej jesienią 1954 do momentu ich zniesienia z dniem 1 stycznia 1973, tym samym wypierając organizację gminną w latach 1954–1972.
Gromadę Brzyszów z siedzibą GRN w Brzyszowie utworzono – jako jedną z 8759 gromad na obszarze Polski – w powiecie częstochowskim w woj. stalinogrodzkim, na mocy uchwały nr 17/54 WRN w Stalinogrodzie z dnia 5 października 1954. W skład jednostki weszły obszary dotychczasowych gromad Brzyszów, Małusy Małe, Siedlec i Srocko oraz wieś Gąszczyk z dotychczasowej gromady Gąszczyk ze zniesionej gminy Mstów w tymże powiecie, a także oddziały leśne nr nr 9–12 i 16–19 z Nadleśnictwa Olsztyn. Dla gromady ustalono 11 członków gromadzkiej rady narodowej.
20 grudnia 1956 województwo stalinogrodzkie przemianowano (z powrotem) na katowickie.
31 grudnia 1959 do gromady Brzyszów włączono wieś Małusy Wielkie z przysiółkiem Pustkowie ze zniesionej gromady Zawada w tymże powiecie.
31 grudnia 1961 gromadę zniesiono, a jej obszar włączono do gromady Mstów w tymże powiecie.